# Psychonotis taletum
Psychonotis taletum är en fjärilsart som beskrevs av Waterhouse och Charles Lyell 1914. Psychonotis taletum ingår i släktet Psychonotis och familjen juvelvingar. Inga underarter finns listade.